# Vleeshal (Luik)

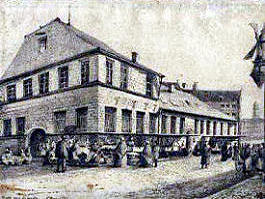
Vleeshal in 1881

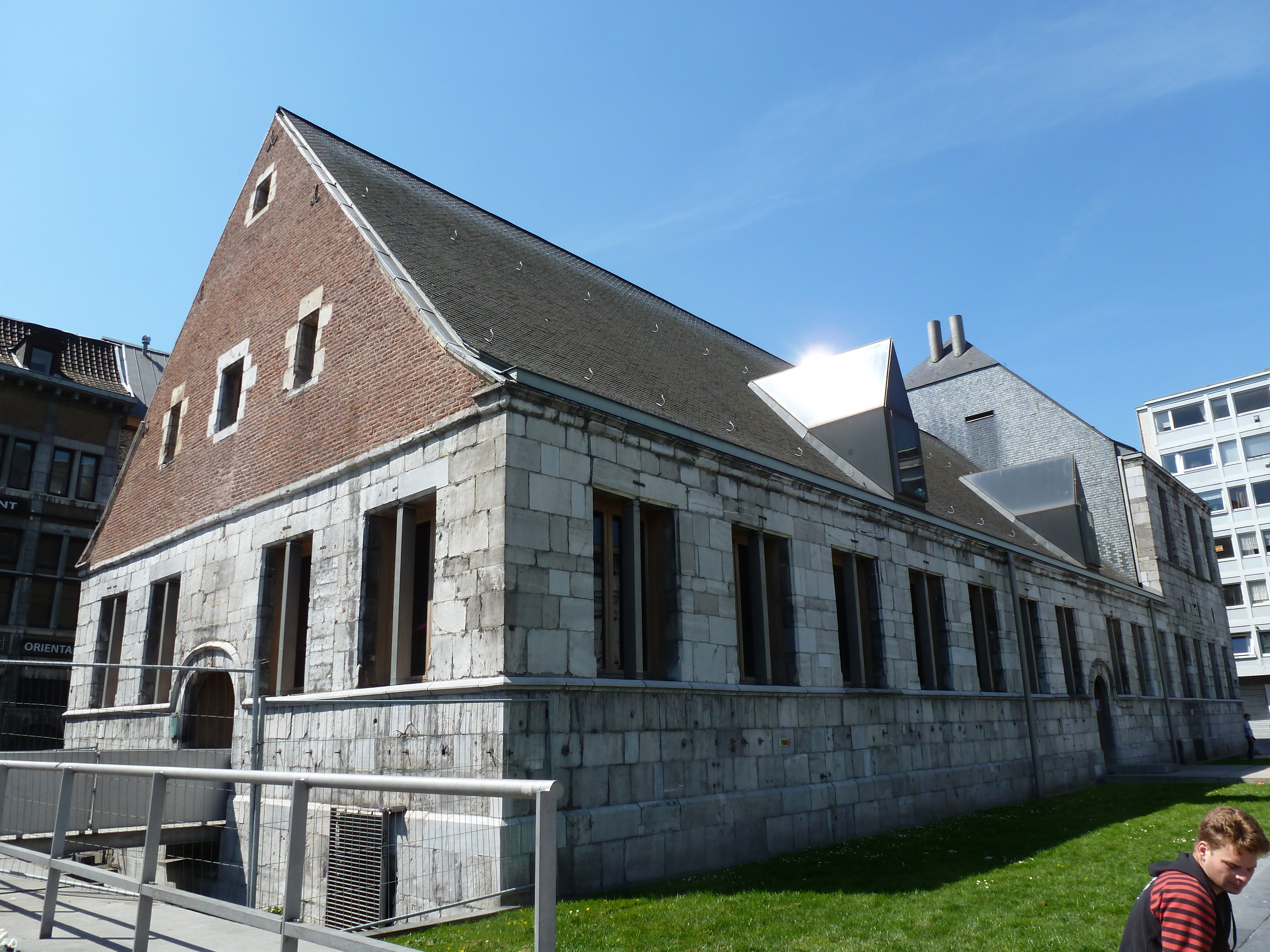
Vleeshal in 2013

De Vleeshal (Halle aux viandes) is een historisch bouwwerk in de Luikse buurt Féronstrée et Hors-Château, gelegen aan de Quai de la Goffe.

## Geschiedenis
In 1213 werd te Luik al een vleeshal gebouwd. Deze bevond zich tussen het toenmalige Stadhuis van Luik en de Sint-Lambertuskathedraal. Tijdens de plundering door Karel de Stoute werd dit gebouw verwoest.
In 1546 werd een nieuwe Vleeshal gebouwd, op de plaats Vesquecour, waar ooit de bisschoppelijke rechtbank zetelde. Het werd gebouwd in Luikse renaissancestijl.
In de jaren '90 van de 20e eeuw werd het gebouw en zijn omgeving gerestaureerd. Er werden door het Grand Curtius tentoonstellingen in gehouden. Sedert 2007 werd het een gebouw waar investeerders werden onthaald. Einde 2014 kwam de Dienst voor Toerisme in het gebouw.